# Viaducto de Vadollano
El viaducto de Vadollano es un puente ferroviario de la línea de ferrocarril Alcázar de San Juan-Cádiz, en el municipio de Linares (provincia de Jaén) que cruza el río Guarrizas.

## Descripción
Se trata de un puente metálico de tres tramos, apoyados en dos grandes pilastras de fábrica y estribos de sillería. Actualmente, los tramos metálicos son de celosía tipo Linnville, con 4,2 m de canto, de tablero superior.

## Historia
El viaducto se construyó por la Compañía M.Z.A., y las obras concluyeron en 1886. La estructura original, consistente en celosía enrejillada, que fue proyectada en 1865 y construida por Parent, Schaken, Caillet et Cie, hubo de ser sustituida en 1918-1919 por la actual, construida por La Maquinista Terrestre y Marítima. Entre 1950 y 1956 se realizaron nuevos refuerzos.